# Maître Frana
Maître Frana (Meister Frana) est un enlumineur pragois qui collabora autour de l'an 1400 aux illustrations de la Bible de Wenceslas commandée par Wenceslas IV de Bohême aux enlumineurs de l'atelier de Wenceslas. Frana (sans doute un diminitif de František; François en français) est le seul artiste avec Nikolas Kuthner à avoir signé certaines de ses miniatures.

## Œuvre
Maître Frana a été appelé à Prague à la Cour de Wenceslas, où il a demeuré entre 1397 et 1414. Le roi de Bohême lui fait don en 1401 de la maison Am Turm (À la Tour) qui se trouve à Prague, près de la synagogue. En plus de sa collaboration à l'atelier de Wenceslas qui coordonne l'œuvre, Maître Frana se voit confier par le roi plusieurs commandes importantes, comme la page de titre de la copie de la Bulle d'or de Charles IV qu'il illustre avec un grand savoir-faire. Cette copie a été commandée par Wenceslas (fils de l'empereur Charles IV) en l'an 1400. Maître Frana, avec son atelier, est également l'auteur des enluminures d'un commentaire des Psaumes de Nicolas de Lyre vers 1395. Ses œuvres contribuent à la collection de la bibliothèque de la Cour de Prague que Wenceslas fait construire.
La Bible de Wenceslas qui date des dernières années du XIVe siècle comprend de nombreuses miniatures qui représentent des scènes bibliques avec des personnages vêtus comme au tournant des XIVe et XVe siècles. C'est une source iconographique d'importance pour illustrer la vie quotidienne à l'époque de ce que les historiens modernes nomment le Moyen Âge tardif. Maître Frana signe deux fois dans les pages du premier fascicule. C'est un des miniaturistes les plus importants de cet atelier de Wenceslas. Il se distingue des autres par la fluidité de ses figures à la gestuelle fortement expressive, et par la finesse de son pinceau pour le dessin des visages. Son style évoque les peintres du sud de l'Allemagne impériale, où il a peut-être été formé. Certains historiens formulent l'hypothèse qu'il aurait fait son apprentissage auprès du Maître de Wittingau, où au moins qu'il aurait été fortement influencé par lui.
Le travail multiforme de Frana est typique de l'impulsion donnée à l'art de l'enluminure sous le règne de Wenceslas IV à Prague et en Bohême.